# جاده فیروزکوه
جاده ۷۹، جاده‌ای است از تهران به مازندران که به جاده فیروزکوه معروف است و جاده سوادکوه نیز نامیده می‌شود و از تهران تا قائم‌شهر و سپس به ساری امتداد می‌یابد. طول این جاده از تهران به قائمشهر در استان مازندران به طول ۱۴۲ کیلومتر است.
این جاده ابتدا از تهران شروع سپس به شهر بومهن در استان تهران رسیده و از آن‌جا به قائم‌شهر در استان مازندران ختم می‌شود. همچنین این جاده طولانی‌ترین محور در بین جاده‌های دو استان است. این جاده از آمار تصادفات کمتری برخودار است و به همین علت به دلیل حجم زیاد ترافیک در جاده هراز در بیشتر مقاطع سال، اکثر ماشین آلات و خودروهای سنگین اعم از کامیون‌ها و تریلرها از این محور وارد استان می‌شوند. طبق آمار اعلام شده سالانه حدود ۲۵٪ مسافران نوروزی و تابستانی از این جاده برای ورود به استان مازندران استفاده می‌کنند.

## در محدوده شهرها

### قائم‌شهر
بخشی از این جاده که محدودهٔ غربی شهر قائم‌شهر می‌گذرد، کنارگذر غربی قائم‌شهر نام دارد و تقاطع آن با جاده ۲۲ نزدیک این محدوده است.

### شیرگاه
بخشی از این جاده که وارد شهرستان سوادکوه می‌شود و از این شهر عبور می‌کند.

### زیرآب
بخشی از این جاده که از داخل شهر زیرآب عبور می‌کند.

### پل سفید
بخشی از این جاده که از داخل شهر پل سفید عبور می‌کند.

### ورسک
بخشی از این جاده که از داخل روستای ورسک عبور می‌کند. از این بخش از جاده می‌توان پل ورسک را مشاهده کرد.

### گدوک
بخشی از این جاده که از گردنه گدوک گذشته، از استان مازندران رد شده و وارد استان تهران می‌شود.

### فیروزکوه
بخشی از این جاده که از داخل شهر فیروزکوه می‌گذرد و تقاطع آن با جاده ۳۶ (محور فیروزکوه-سمنان) نزدیک این محدوده است.

### دماوند
بخشی از این جاده که از داخل شهر دماوند عبور می‌کند.

### بومهن
بخشی از این جاده که از محدودهٔ شهر بومهن می‌گذرد، آزادراه کنارگذر جنوبی بومهن نام دارد و تقاطع آن با جاده هراز (جاده ۷۷) نزدیک این محدوده است.

### پردیس
بخشی از این جاده که از محدودهٔ شهر جدید پردیس می‌گذرد، آزادراه پردیس - تهران نام دارد که در نهایت به بزرگراه بابایی در تهران متصل می‌شود و جاده تمام می‌شود.

## تاریخچه
جاده فیروزکوه یا همان جاده سوادکوه بعد از جاده چالوس و جاده هراز قدیمی‌ترین جاده استان مازندران به استان تهران از نظر تاریخ افتتاح محسوب می‌شود. کار ساخت این جاده حدود ۱۶ سال به طول انجامید.

## تقاطع‌ها
| پارک جنگلی جوارم |

| پارک جنگلی چم چم |

| آرامگاه اخوت |

## موقعیت مسیر
این محور که در نهایت به قائم‌شهر در مازندران ختم می‌شود از تهران شروع و با پیمودن ۵۴ کیلومتر به شهر بومهن در استان تهران می‌رسد. از آنجا با وارد شدن به راه اصلی می‌توان با طی کردن ۱۷ کیلومتر به شهر دماوند که تقریباً با محور هراز مشترک است رسید. در ادامه با پیمودن ۹۸ کیلومتر به شهر فیروزکوه و با گذر از شهرهای پل سفید؛ زیرآب؛ شیرگاه در شهرستان سوادکوه با طی کردن ۱۰۷ کیلومتر به قائم‌شهر ختم می‌شود.

## اهمیت
جاده بین‌المللی فیروزکوه یکی از سه محور ارتباطی شهر تهران به شمال ایران است. طبق آمار حدود ۲۵٪ از مسافران نوروزی استان مازندران، از طریق این جاده وارد استان تهران می‌شوند. این محور در بیشتر مواقع از ترافیک کمتری نسبت به محور هراز برخوردار است.

## ایمنی
این جاده به دلیل مسطح بودن و کم فرار و نشیب بودن بیشتر مسیر، از ایمنی بیشتری برخودار است. این جاده دارای دو لاین رفت و دو لاین برگشت، مجموعاً ۴ لاین (به صورت دو باند جدا از هم) در بیشتر طول مسیر می‌باشد. فقط در پل بزرگ وسط شهر پل سفید جاده دارای ۲ لاین جهت رفت و برگشت (به صورت دو طرفه) می‌شود. همچنین علاوه بر پل مذکور، در محدودهٔ ورودی کارسالار، شیرگاه و زیرآب که جاده از عرض کمتری برخوردار است در برخی مواقع سال شاهد ترافیک سنگین و نیمه سنگین هستیم. به همین دلیل طبق آمار اعلام سهم تلفات و تصادف در این جاده کمتر از محورهای هراز و کندوان است.

## نقاط حادثه خیز
پر خطرترین نقطه این محور محدوده گدوک می‌باشد این منطقه به علت ارتفاع زیاد همواره دارای مه غلیظ در تمام مقاطع سال می‌باشد که در فصل زمستان هم با بارش سنگین برف مواجه می‌شود و همین امر باعث بروز حوادث و تصادفاتی شده است. این نقطه حادثه خیز حدود ۱۷ کیلومتر طول دارد. از نکات جالب این نقطه پخت آش و فروش آن به مسافران در هوای سرد زمستان است.

## مناطق دیدنی
از نقاط دیدنی این جاده می‌توان به پل ورسک، آبشار ورسک، سه خط طلا، پل کلانتری دوآب، قلعه کنگلو، آبشار گزو، دریاچه شور مست، جنگل‌های آوریم سد لفور، پارک جنگلی آزادمهر شهر پل سفید، پارک جنگلی جوارم شهر زیراب که همگی در شهرستان سوادکوه قرار دارند اشاره نمود.

## نگارخانه

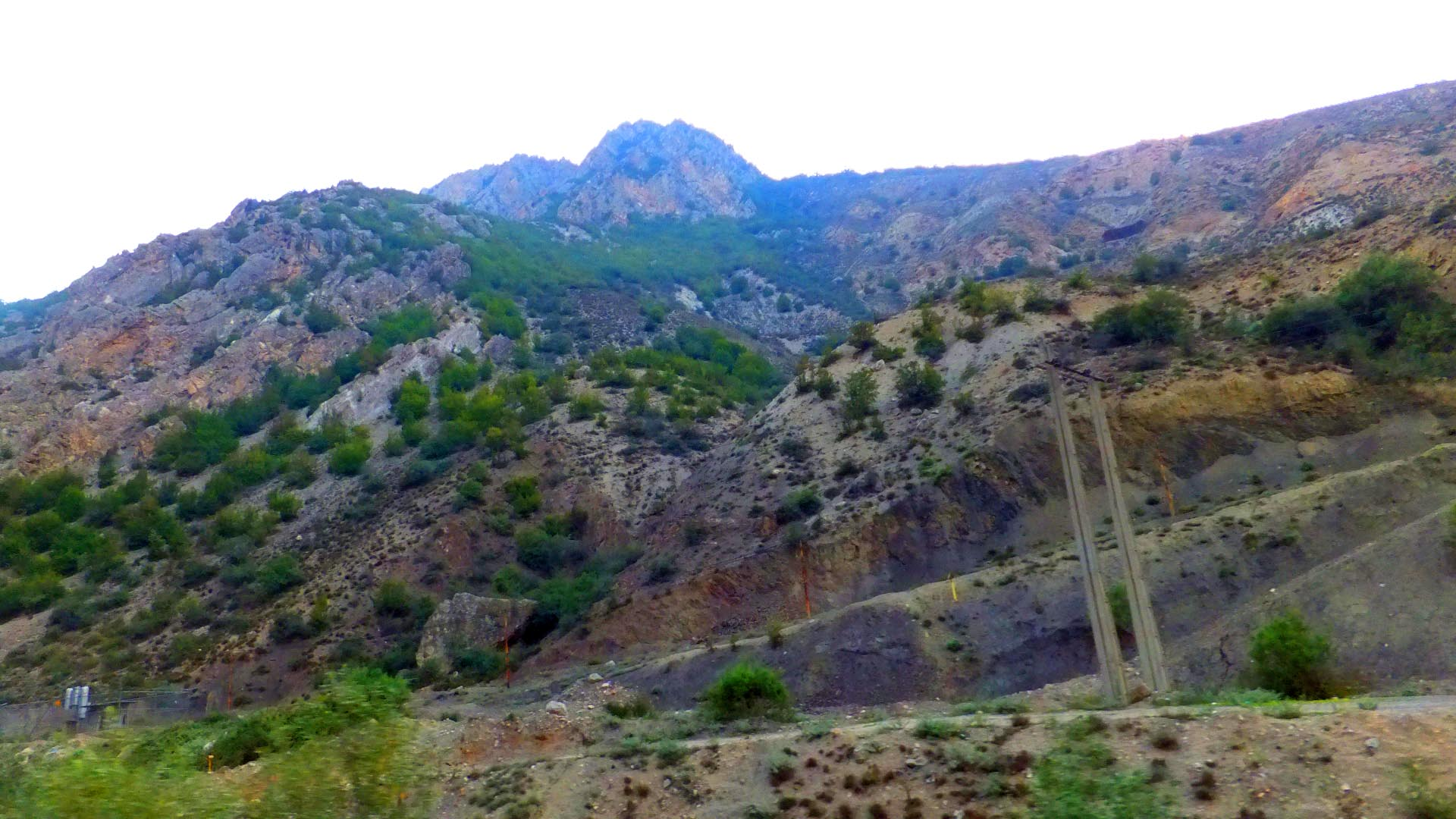
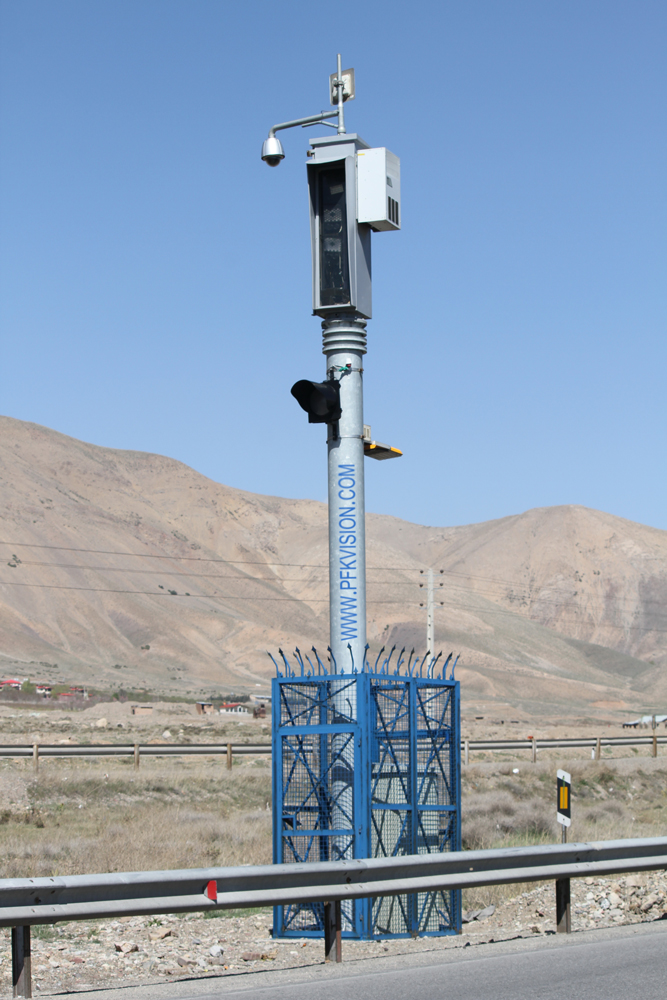
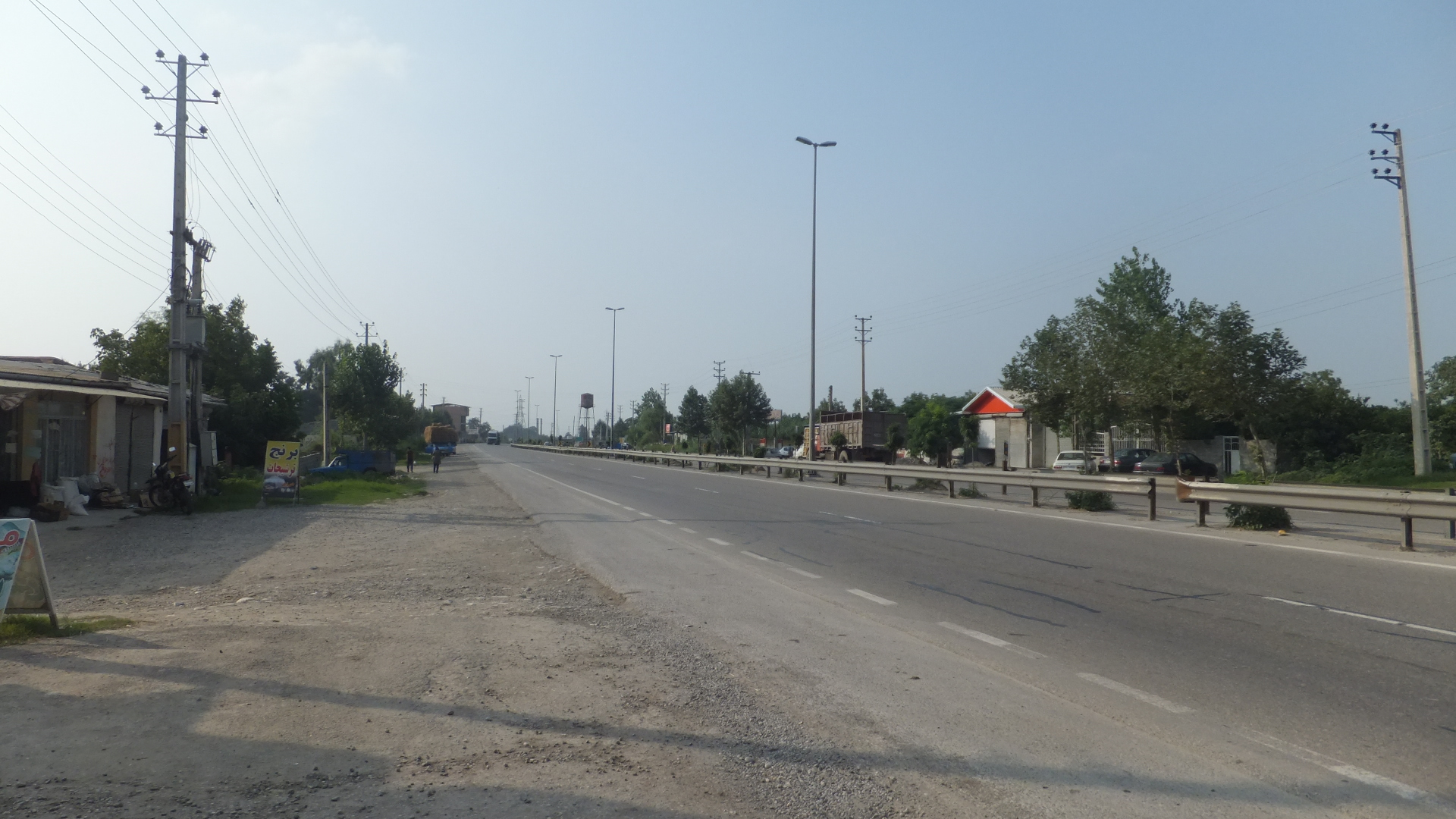

1. ↑  «معرفی محور تهران – قائم شهر (جاده فیروزکوه)». تین نیوز. ۲۰۲۵-۰۵-۰۵. دریافت‌شده در ۲۰۲۵-۰۵-۰۵.